# Papežský východní institut
Papežský orientální institut (italsky: Pontificio Istituto Orientale, latina: Pontificium Institutum Orientalium Studiorum; PIO) je katolická univerzita kanonického práva v Římě. Skládá se z fakult východního kanonického práva a studií o východní církvi.

## Historie
V roce 1917 papež Benedikt XV. založil Centrum pro studium východních církví. V apoštolské exhortací Orientis catholici (Ecclesiae Orientales) z 15. října 1917 vytyčil úkoly spočívající ve studiu a porozumění Východu, jakož i v obohacení a prohloubení západní tradice.
14. listopadu 1929 byla otevřena Knihovna východního křesťanství, která je se 180 000 svazků největší svého druhu na světě. Knihovna obsahuje odbornou literaturu o církevních dějinách, teologii, patristice, spiritualitě, hagiografii, liturgii, kanonickém právu a posvátném umění, jakož i ekumenismu z byzantsko-slovanských oblastí, Balkánu, Blízkého a Středního východu.
Chirografem papeže Františka ze dne 17. prosince 2019 bylo rozhodnuto, že Papežský východní institut a Papežský biblický institut, při zachování jejich názvů i poslání, budou spojeny s Papežskou Gregoriánskou univerzitou tak, aby byly součástí stejného právního subjektu. Pověřil také generálního představeného Tovaryšstva Ježíšova, aby společně se zúčastněnými institucemi připravil nové stanovy Gregoriánské univerzity reflektující začlenění obou institutů. Nové stanovy byly ratifikovány a schváleny 11. února 2024 a na Letnice 19. května 2024 vstoupily v platnost. Počínaje tímto datem je Papežská univerzita Gregoriana řízena jediným rektorem, oba začleněné instituty zastupuje prezident.

## Význačné osobnosti
- Michel d’Herbigny, rektor
- Georg Hofmann (1885–1956), teolog a byzantinista, profesor na PIO
- Irénée Hausherr SJ (1891–1978), profesor patristiky a východní spirituality
- Alois kardinál Grillmeier (1910–1998), právo východních církví na PIO
- Ivan Prasko (1914–2001), biskup ukrajinské řeckokatolické církve
- Tomáš kardinál Špidlík SJ (1919–2010), profesor patristiky a východní spirituality
- Peter Hans Kolvenbach SJ (* 1928), ředitel PIO v letech 1981–1983, později 29. generál Tovaryšstva Ježíšova
- Bartoloměj I. (* 1940), právo východních církví na PIO
- Kidane Yebio, eritrejský biskup kerenský
- Hlib Lonchyna (* 1954), biskup a exarcha ve Spojeném království
- Cesare Pasini (* 1950), doktor Scienze Ecclesiastiche Orientali, od roku 2007 prefekt Vatikánské knihovny
- Cyril Vasiľ SJ (* 1965), ředitel PIO 2007–2009, později arcibiskup kurie
- Jaroslav Šuvarský